# Trichorhina atlasi
Trichorhina atlasi là một loài chân đều trong họ Platyarthridae. Loài này được Vandel miêu tả khoa học năm 1959.